# Skale starogreckie
Skale starogreckie – skale muzyczne (tryby) opracowane w starożytnej Grecji przez Arystoksenosa i Kleonidesa.
Są skalami diatonicznymi (mają po dwa półtony), mają po siedem stopni, zbudowane są z dwóch opadających tetrachordów. Ich nazwy pochodzą od plemion oraz regionów starożytnej Grecji. Skale starogreckie nie są tożsame z późniejszymi skalami kościelnymi i współczesnymi modalnymi.
Trzema głównymi skalami w muzyce starożytnej Grecji były dorycka (najpowszechniejsza), frygijska oraz lidyjska. Każda z nich ma dwie skale poboczne: jedną zbudowaną o kwintę wyżej od głównej, z przedrostkiem hyper w nazwie, oraz drugą zbudowaną o kwintę niżej, z przedrostkiem hypo w nazwie.